# Wohn- und Wirtschaftsgebäude Neuendeich 9
Das Wohn- und Wirtschaftsgebäude Neuendeich 9 südlich der Oste in der niedersächsischen Samtgemeinde Land Hadeln, Ortsteil Cadenberge-Geversdorf, im Landkreis Cuxhaven, stammt aus der Mitte des 18. Jahrhunderts. Aktuell (2024) wird es als Wohnhaus genutzt.
Das Gebäude steht unter Denkmalschutz (siehe auch Liste der Baudenkmale in Cadenberge).

## Geschichte und Beschreibung
Das eingeschossige traufständige zurückstehende Gebäude als Zweiständer-Hallenhaus in Fachwerk mit Steinausfachungen, mit reetgedecktem Satteldach, Wirtschaftsgiebel mit der heute verglasten Grooten Door mit Korbbogen, Wohngiebel über Knaggen vorkragend, sowie mit regionaltypischen senkrechten Verbretterungen in den beiden oberen Giebeldreiecken, stammt von um 1750. Es wurde zu einem Wohnhaus umgebaut.
Das Landesdenkmalamt befand u. a.: „… geschichtliche und städtebauliche Gründen wegen des ortsgeschichtlichen, gebäudetypischen und landschaftsbildprägenden Zeugniswerts ….“